# マヘ島
マヘ島（マヘとう）は、セーシェル共和国の中心的な島である。

## 概要

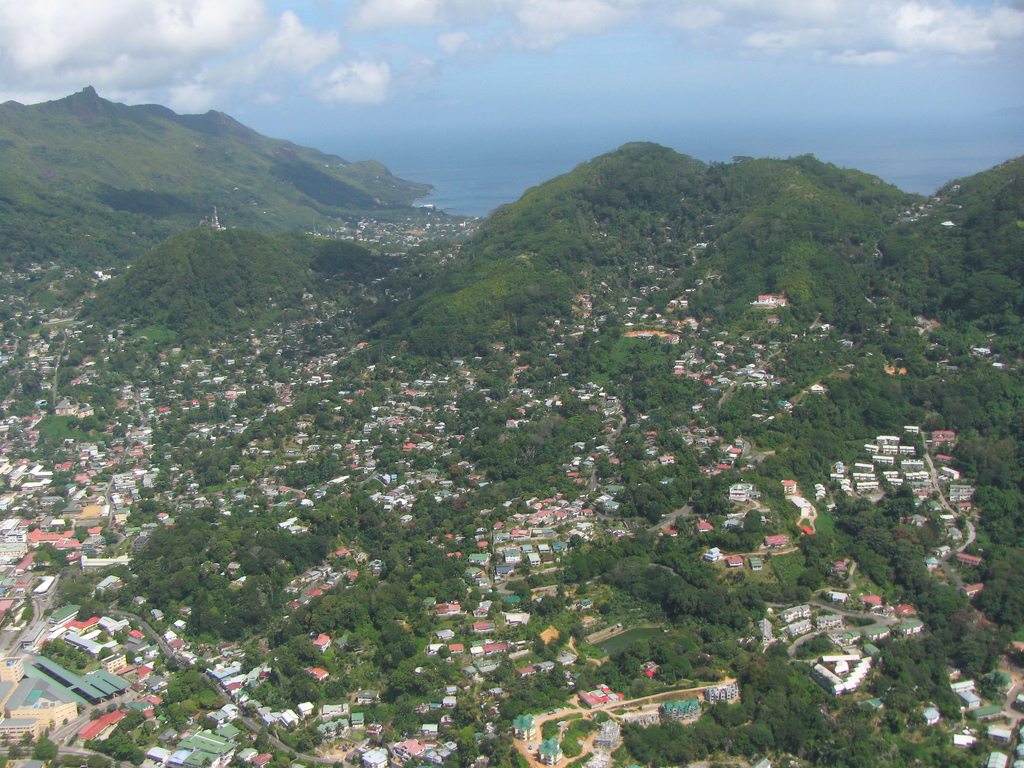
上空から見たマヘ島

面積はセーシェル共和国の三分の一を占める153km2、人口はセーシェルの島の中で最も多く、約80%を占め、首都ビクトリアが位置する等、セーシェルの中心を担う。島は花崗岩質で出来ている。
マヘ島の名前の由来は、フランスがセーシェルに探検隊を送り込んだときのモーリシャスの総督の名前「マエ・ド・ラブルドネ」から取った。

## 地理
北部にセーシェル山（912m）、南部にハリソン山（688m）と、狭いうえに高い山があるのでかなり急斜面となっている。北部には唯一の商港、ビクトリア港がある。
島には沿海部のマングローブのほか、ヤシのDeckenia nobilisやフタバガキ科のVateriopsis seychellarumなどの植物も生えている。動物としては固有種のPachypanchax playfairiiおよびホシマダラハゼなどの魚類のほか、セーシェルアナツバメ、セーシェルサシオコウモリ、セーシェルコノハズク、セーシェルガエル、セーシェルコオイガエルなどの固有種も見られる。北西部のポール・ローネー一帯の海岸および北部内陸のセーシェル山国立公園にあるマール・オー・チョチョン高地の淡水湿地はラムサール条約登録地である。

## 国際空港
マヘ島のヴィクトリアにはセーシェル国際空港がある。滑走路は1本の空港であるが、海外との玄関口として重要な機能を果たしている。

## その他
2006年4月5日、商船三井はセーシェル共和国での定期航路サービスの総代理店に、「マヘ・シッピング」を起用したと発表した。
商船三井は東南アジアと東アフリカを結ぶコンテナサービス「EAX」において、セーシェル共和国の首都があるマヘ島に寄港するため、セーシェル共和国での総代理店の起用を決めた。

## 都市
- ビクトリア
- グランダンス（英語版）
- ボーヴァロン（英語版）
- カトル・ボルヌ
- ベ・ラザール
- カスカード
- アンス・ボワロー
- レスペランス
- アンス・ロワイヤル（英語版）
- タカマカ